# Love Kills (Lied)
Love Kills ist ein Lied von Freddie Mercury und seine erste Single, die er als Solokünstler veröffentlichte.
Der von Mercury und Giorgio Moroder geschriebene Song wurde ursprünglich 1984 in Moroders Restaurierung und Bearbeitung von Fritz Langs Stummfilm Metropolis aus dem Jahr 1927 als Teil des neuen Soundtracks des Films verwendet.

## Entstehung und Hintergrund
Offiziell wurde die Single immer nur Freddie Mercury zugeschrieben, obwohl es sich um eine Zusammenarbeit mit Moroder handelte. Im Jahr 2000 bestätigten die Liner Notes des Freddie Mercury Boxsets The Solo Collection, dass Brian May und Roger Taylor Gitarre und Schlagzeug zu dem Song beigesteuert haben, und viele Jahre später bestätigte die 2019 erschienene Kompilation Never Boring, dass das vierte Mitglied von Queen, John Deacon, ebenfalls an dem Song mitgewirkt und zusätzliche Gitarrenparts beigesteuert hat. 
Der Song wurde nie live bei einem Konzert oder einer Veranstaltung aufgeführt. Queen und Adam Lambert haben den Song zum ersten Mal auf der Nordamerikatournee 2014 als Ballade live aufgeführt. Diese Version wurde später von Brian May und Roger Taylor mit dem Originalgesang von Mercury für das Album Queen Forever im Jahr 2014 überarbeitet.

## Rezeption und Erfolge
1985 wurde der Film Metropolis in Moroders Restaurierung und Bearbeitung bei der fünften Verleihung der Goldenen Himbeere für die schlechteste Filmmusik nominiert, und der Song selbst für den schlechtesten Originalsong nominiert. Dennoch erreichte die Single Platz zehn der britischen Singles Charts. In Österreich platzierte sich die Single auf Platz 9, Deutschland Platz 25, Schweiz Platz 27 und USA Platz 69 der Single-Charts.

## Besetzung
- Freddie Mercury – Gesang, Synthesizer
- Reinhold Mack – Synthesizer, Programmierung
- Giorgio Moroder – synthesizers, Programmierung
- Brian May – Leadgitarre
- John Deacon – zusätzliche Gitarre
- Roger Taylor – Percussion

## Coverversionen

### Queen Version
Eine bisher unveröffentlichte Balladenversion des Songs wurde von Brian May und Roger Taylor für die Kompilation Queen Forever überarbeitet. Die Queen-Version ist eine abgespeckte Balladenversion, während Mercurys Version ein energiegeladener Track ist. "Love Kills" wurde für das elfte Studioalbum von Queen, The Works, in Betracht gezogen, aber nicht verwendet.

### Weitere Versionen
2009 veröffentlichte die britische Elektropop-Sängerin und Musikerin Little Boots eine Version des Songs.
2016 brachte der US-amerikanische Country-Sänger und Musikproduzent Shooter Jennings ebenfalls ein Cover zum Songs heraus.

## Remixes
Ein Remix von "Love Kills" wurde für den Abspann des Films Loaded Weapon 1 von 1993 verwendet. Diese Version war der Richard Wolf Mix, der auf dem Kompilationsalbum The Great Pretender zu finden ist. Im Jahr 2009 wurde eine Coverversion von der englischen Synth-Pop-Sängerin Little Boots auf ihren Extended Plays Little Boots und Illuminations veröffentlicht.
Mehrere Remixe des Titels finden sich in den 2006 in verschiedenen europäischen Ländern veröffentlichten Love Kills (Remix) Singles, mit unterschiedlichen Titellisten:
- "Love Kills (Sunshine People Radio remix)"
- "Love Kills (Star Rider-Remix)"
- "Love Kills (Rank 1 Radio remix)"
- "Love Kills (Sunshine People Club remix)"